# آنا کوستانیان
آنا کوستانیان (ارمنی: Աննա Կոստանյան؛ زادهٔ ۱۷ ژانویهٔ ۱۹۸۷ در ایروان) سیاست‌مدار اهل ارمنستان است؛ که از تاریخ ۱۴ ژانویه ۲۰۱۹ تا تاریخ ۲۰۲۱ نماینده دوره هفتم مجلس ملی جمهوری ارمنستان از حوزه انتخابیه استان شیراک بود. وی فارغ‌التحصیل دانشگاه دولتی زبان‌ها و علوم اجتماعی بروسوف ایروان می‌باشد. میناسیان عضو حزب ارمنستان روشن می‌باشد

## زندگی‌نامه
وی در ۱۷ ژانویه ۱۹۸۷ در ایروان به دنیا آمد و از دانشگاه دولتی زبان‌ها و علوم اجتماعی بروسوف ایروان فارغ‌التحصیل گشت. 